# Mv (Unix)
Het commando mv (afkorting voor move) is een Unix-commando waarmee bestanden verplaatst en hernoemd kunnen worden. Het kan op twee manieren gebruikt worden: de eerste is om als eerste parameter de naam van een bestaand bestand of bestaande directory op te geven, en als tweede parameter de nieuwe naam hiervan – dit hernoemt in principe het bestand of de directory. De tweede manier van gebruik is om één of meerdere namen van bestaande bestanden op te geven, en als laatste parameter een directory; op deze manier worden alle bestanden naar die directory verplaatst.

## Voorbeeld
Het onderstaande voorbeeld hernoemt het bestand test naar foo, en verplaatst het daarna naar de directory ~/Documents/:
```
ik:~/Desktop $ ls -l
total 8
-rw-r--r--   1 ik     ik     0 Dec  5  2005 Icon?
-rw-r--r--   1 ik     ik     0 Jul 23 12:07 test
ik:~/Desktop $ mv test foo
ik:~/Desktop $ ls -l
total 8
-rw-r--r--   1 ik     ik     0 Dec  5  2005 Icon?
-rw-r--r--   1 ik     ik     0 Jul 23 12:07 foo
ik:~/Desktop $ mv foo ~/Documents/
ik:~/Desktop $ ls -l
total 8
-rw-r--r--   1 ik     ik     0 Dec  5  2005 Icon?
ik:~/Desktop $
```

(Bovenstaande was ook in één stap te doen met het commando mv test ~/Documents/foo.)